# 陶唐氏
陶唐氏（古称匋昜氏），或稱陶唐朝、古唐朝，是中國上古时期的一个部落，也是帝尧政权的国号，都平阳（今山西临汾市襄汾县陶寺遗址）。帝尧是中国历史上公认的贤明君主，受其兄帝摯禪讓登帝位。帝尧为帝喾之子，因此为姬姓，但帝尧之后裔以祁姓区别于西周之姬姓。春秋时期晋国中军将（三军总司令）、执政卿（总理）范宣子之女称栾祁，是帝尧后裔为祁姓的铁证 。但帝尧之后裔并不取祁姓，而是目前的陶、唐、刘、杜、范、士、隋、房。因此当今的祁姓与帝尧无关。
按《吕氏春秋》，陶唐氏部落以舞蹈闻名于世，后来帝尧豋基后又改变前人的音乐以配合舞蹈。

## 現代考證
中華人民共和國學者余太山的研究指出，月氏與塞種的先祖為允姓之戎。允姓之戎起源自少昊之後，由若水移居至伊洛之間，逐步西遷，後建立貴霜王朝與月氏等。由於月氏與塞種皆具有原始印歐人血統，他進而推測，與允姓之戎一樣，源自黃帝的氏族，如陶唐氏等，皆可能帶有原始印歐人血統。曾憲法認為塞种人起源於克里米亞半島與黑海北岸，於公元前2000年至公元前1000年間東擴至羅布泊。